# Fort Lauderdale Strikers
Los Fort Lauderdale Strikers fueron un club de fútbol estadounidense, de la ciudad de Fort Lauderdale en Florida, que competían en la North American Soccer League. Terminando la temporada 2016 y con los problemas de esta liga en 2017, el equipo decidió no presentarse ese año, decretando su desaparición definitiva.

## Historia
Fue fundado en 1967 en Washington D. C. como Washington Darts y jugó en la American Soccer League entre 1967 y 1969 y en la North American Soccer League (NASL) desde 1970. En 1972 la franquicia fue trasladada al área metropolitana del Sur de la Florida, cambiando de nombre al de Miami Gatos. Al año siguiente, en 1973, volvió a cambiar de nombre, a Miami Toros, y en 1976 otra vez, al de Fort Lauderdale Strikers.
En 1984 se volvieron a trasladar, esta vez a Minnesota, y cambiaron nuevamente su denominación, a  Minnesota Strikers hasta la última temporada de la desaparecida NASL.
En 2006 reaparece como Miami F.C. y compite en la United Soccer League, para recuperar su nombre tradicional de Fort Lauderdale Strikers en 2011 e incorporarse a la North American Soccer League, llegando a disputar el Soccer Bowl contra Minnesota United FC ese mismo año.

## Palmarés
- NASL: 0[1]
  - Subcampeón: 1

1980
- Títulos de Temporada Regular: 1[1]

1977 - (Récord 1977 • 161 puntos)
- Títulos Divisionales: 2[1]

1977 - División Este, Conferencia Atlántico
1982 - División Sur

## Jugadores destacados
- Sergio Ceballos Aldape (1977)
- Gordon Banks (1977-1978)
- George Nanchoff (1977-1978)
- George Best (1978-1979)
- Teófilo Cubillas (1979-1983) (1988)
- Gerd Müller (1979-1981)
- Eduardo Bonvallet (1980)
- Elías Figueroa (1980-1981)
- Arsène Auguste (1980-1981)
- Ernst Jean-Baptiste (1982-1983)
- Eric Eichmann (1988-1992)
- Renato Corsi (1996-1998)
- Romário (2006)
- Eduardo Coudet (2011)

## Jugadores

### Plantilla 2016 (última temporada participante)
- = Lesionado de larga duración